# Dusona longistilus
Dusona longistilus là một loài tò vò trong họ Ichneumonidae.